# Justus Jonas

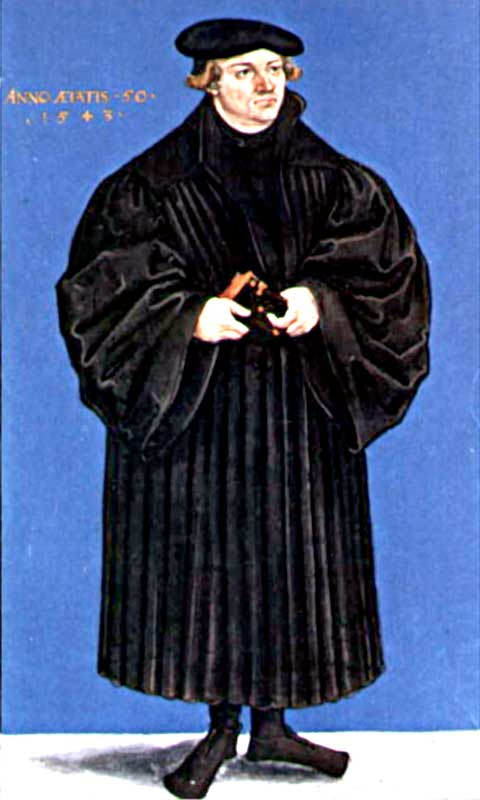
Justus Jonas, 1543

Justus Jonas (5 de junio de 1493 - 9 de octubre de 1555) fue un reformador Luterano alemán

## Vida y obra
Jonas nació en Nordhausen, en la actual Turingia. Su nombre real era Jodokus (o Jobst) Koch, pero se lo cambió durante su estancia en la Universidad de Erfurt, siguiendo la costumbre de los humanistas alemanes de la época. Ingresó en dicha universidad en 1506, estudió Derecho y Humanidades y se graduó en 1510. En 1511 se trasladó a Wittenberg, y allí obtuvo el título de bachiller en leyes. Después, regresó a Erfurt y en 1514 o 1515, fue ordenado sacerdote. En 1518 alcanzó el título de doctor y se le asignó una canonjía que proporcionaba por aquel tiempo pingües beneficios, como era la de la iglesia de San Severo.
Su admiración por Erasmo de Róterdam lo llevó a estudiar griego, hebreo y estudios bíblicos. De hecho, su elección en mayo de 1509 como rector de la universidad fue visto como un triunfo de los partidarios del Humanismo renacentista frente a otras corrientes. No fue, sin embargo, hasta después de la Disputa de Leipzig con Johann Eck cuando se ganó el favor de Martín Lutero. En 1521, Justus Jonas acompañó a Lutero a la Dieta de Worms, y allí fue nombrado profesor de Derecho Canónico en Wittenberg por Federico III de Sajonia.
Durante la estancia de Lutero en Wartburg, Jonas fue uno de los reformistas más activos de Wittenberg. Muy dado a las prédicas y las polémicas, contribuyó de manera decisiva a la Reforma protestante como traductor: tradujo las obras de Lutero y Melanchthon del alemán al latín y viceversa, lo cual lo convirtió en una especie de intérprete o doble de ambos. Jonas también ayudó a Lutero en su traducción de la Biblia al alemán. Uno de los ocho himnos del Primer Himnario Luterano se le atribuye a él: se trata de In Jesu Namen wir heben an [En el nombre de Jesus comenzamos], que apareció en 1524 con otros cuatro himnos de Lutero y tres de Paul Speratus. Su himno Wo Gott der Herr nicht bei uns hält es una paráfrasis del Psalmo 124, y fue publicado en 1524 en el Enchiridion de Erfurt. Además, fue utilizado por varios compositores como base para sus composiciones para órgano y corales, entre los cuales se encuentra el propio Johann Sebastian Bach, con su Chorale cantata BWV 178.
Durante las dos décadas siguientes, Jonas se encargó de dar conferencias, incluyendo las decisivas de Marburgo de 1529 y de Augsburgo de 1530, y también dirigió importantes embajadas, con el ánimo de recabar el apoyo de distintos príncipes. En otoño de 1531, Jonas publicó una traducción al alemán de la Apología de la Confesión de Augsburgo y en 1541 inició una fructífera Cruzada en Halle, que le llevó a convertirse en superintendente de sus iglesias en 1542 o 1544 y en sacerdote de la Marktkirche Unser Lieben Frauen (o iglesia del Mercado de Nuestra Señora).
En las Navidades de 1545, Lutero enfermó gravemente y acudió a visitar a su amigo Jonas. Éste estuvo presente en el lecho de muerte de Lutero en Eisleben y pronunció el sermón de su funeral, antes de que su cadáver fuera llevado a Halle y enterrado en Wittenberg. El fallecimiento de Lutero supuso el final para Jonas. En ese mismo año fue desterrado del ducado de Sajonia por Mauricio, príncipe Elector de Sajonia y desde entonces fue incapaz de asegurarse los medios suficientes para llevar una vida desahogada. Vagabundeó de un sitio a otro, predicando allí donde se lo permitían, hasta que falleció en 1555, a la edad de 62 años, en Eisfeld, Turingia.